# Urbano (CP)
Urbano es la marca de servicios ferroviarios de pasajeros de la CP — Comboios de Portugal. Se caracteriza por un conjunto específico de servicios de gran capacidad y alta frecuencia en distancias cortas y medias en las regiones metropolitanas de las ciudades de Lisboa, Coímbra y Oporto. Sus niveles de servicio son semejantes al servicio prestado por los trenes regionales, a los cuales prestan un servicio complementario.
Existen los Urbanos de Lisboa, los Urbanos de Porto, y un tramo suburbano remanente Figueira da Foz - Coímbra.

## Urbanos de Lisboa

Red de CP Urbanos de Lisboa y Fertagus.

El servicio Urbano de Lisboa es prestado en el área metropolitana de Lisboa. En el margen norte del Tajo está constituido por un conjunto genérico de tres servicios radiales (Sintra - Rossio, Cascaes - Cais do Sodré y Castanheira do Ribatejo - Santa Apolónia) y un transversal a lo largo de la Línea de Cintura (Azambuja - Alcântara, complementando por Alverca-Sintra y Oriente-Meleças). Los puntos de conexión entre los radiales y los transversales son Campolide, Braço de Prata y Alcântara donde se pueden efectuar transbordos en cualquier dirección. Dada la flexibilidad de la oferta, con superposición de servicios, la posibilidad de transbordo se extiende a una parte sustancial de la red.
En la Península de Setúbal, el servicio (denominado “Línea del Sado”) es garantizado entre Praias do Sado y Barreiro, donde se efectúa la conexión por vía fluvial hasta Lisboa. La oferta ferroviaria suburbana de la CP Urbanos es aquí complementada por la de Fertagus, que une Roma-Areeiro, en Lisboa, a Setúbal, prestando servicio en paralelo al de la Línea del Sado desde Pinhal Novo hasta esta ciudad.
El servicio es garantizado por unidades eléctricas de gran capacidad con frecuencias que varían de los 10 a los 60 minutos en función del recorrido y el período de la semana y día. 

## Urbanos de Porto
| CP Urbanos do Porto | CP Urbanos do Porto         | CP Urbanos do Porto | CP Urbanos do Porto | CP Urbanos do Porto    | CP Urbanos do Porto      |
| ------------------- | --------------------------- | ------------------- | ------------------- | ---------------------- | ------------------------ |
| Líneas              | Líneas                      | Extensión (km)      | Estaciones          | Inauguración           | Unidades móviles         |
|                     | Porto-São Bento ↔ Caíde     | 46,0                | 22                  | 6 de noviembre de 1997 | UME CP 3400 (Bombardier) |
|                     | Porto-São Bento ↔ Guimarães | 55,7                | 25                  | 30 de octubre de 1938  | UME CP 3400 (Bombardier) |
|                     | Porto-São Bento ↔ Braga     | 53,9                | 28                  | 21 de mayo de 1875     | UME CP 3400 (Bombardier) |
|                     | Porto-São Bento ↔ Aveiro    | -                   | 25                  | 4 de noviembre de 1877 | UME CP 3400 (Bombardier) |
|                     | Porto-São Bento ↔ Leixões   | -                   | -                   | 22 de mayo de 2009     | -                        |

El servicio Urbano de Porto es prestado en el área de Grande Porto y regiones próximas, comprendidas en las subregiones de Cávado hasta Braga, de Ave hasta Guimarães, de Támega hasta Marco de Canaveses y de Baixo Vouga hasta Aveiro, en un círculo de cerca de 60 km a la vuelta de la ciudad de Porto. Cuenta con cuatro ejes con un origen en la misma estación de la ciudad de Porto (São Bento), convergiendo a lo largo de su recorrido.
Dadas las características sociales y económicas de las zonas donde la red de servicios Urbanos se inserta, los polos de atracción y generación de viaje a lo largo de los ejes permiten asegurar distintas capacidades conforme a los centros urbanos servidos.

El servicio es garantizado por unidades eléctricas con frecuencias variables, pudiendo llegar a niveles de alta frecuencia (una composición cada 10 minutos) en los tramos de mayor demanda, especialmente entre Ermesinde y Granja. 

Red de Urbanos de Coímbra, antes de suprimir el servicio hacia Pampilhosa.

## Urbanos de Coímbra
Después del abandono por parte de CP de las conexiones de Coímbra en el eje Lousã - Miranda do Corvo (Ramal de Lousã), y de esta ciudad a Figueira da Foz a través de Cantanhede (Ramal de Figueira da Foz), en 2011, los servicios Urbanos de Coimbra quedaron reducidos al corredor del Baixo Mondego, de Coímbra a Figueira da Foz a través de Montemor-o-Velho (Ramal de Alfarelos y tramos de las líneas del Norte y Oeste).
| CP Urbanos de Coimbra | CP Urbanos de Coimbra     | CP Urbanos de Coimbra | CP Urbanos de Coimbra | CP Urbanos de Coimbra |
| --------------------- | ------------------------- | --------------------- | --------------------- | --------------------- |
| Líneas                | Líneas                    | Extensión (km)        | Estaciones            | Unidades móviles      |
|                       | Coimbra - Figueira da Foz | 50,0                  | 20                    | Serie 2240 de CP      |

## Flota
CP utiliza el siguiente material para sus servicios urbanos:
| Serie | Núcleo donde circula     | Imagen |
| ----- | ------------------------ | ------ |
| 2300  | Lisboa                   |        |
| 2400  | Lisboa                   |        |
| 2240  | Lisboa, Oporto y Coimbra |        |
| 3200  | Lisboa                   |        |
| 3400  | Oporto                   |        |
| 3500  | Lisboa                   |        |